# Harry Bosch
Hieronymus Harry Bosch é um detetive fictício criado por Michael Connelly. Em 1992, Bosch estreou como principal personagem do romance The Black Echo, o primeiro de uma série de 24 romance até o momento.
Harry, como é comumente conhecido por seus colegas, é um detetive de homicídios veterano do Departamento de Polícia de Los Angeles.
Em Bosch, série adaptada dos romances, Titus Welliver interpretou o personagem de 2015 a 2021 e em 2022 na série spin-off Bosch Legacy.